# Cosy-Wasch
Die Cosy-Wasch Autoservice Betriebe GmbH ist ein Dienstleistungsunternehmen im Bereich der Autopflege, mit Sitz in Berlin. Es betreibt in der Hauptstadtregion Berlin-Brandenburg sowie in Gifhorn an verschiedenen Standorten Waschstraßen.

## Geschichte

### Waschstraßen
Die Ursprünge des Unternehmens reichen ins Jahr 1966 zurück, als vom Gründer André Dujardin die erste vollautomatische Waschstraße unter dem Namen Auto-Wasch in Berlin eröffnet wurde. Im Jahr 1972 änderte man den Namen in Cosy-Wasch und begann bundesweit zu expandieren. Ende der 1970er- bzw. Anfang der 1980er-Jahre wandelte Cosy-Wasch ihr gesamtes Filialnetz erfolgreich in Franchisebetriebe um. Helmut Köhler nannte Cosy-Wasch 1990 in der Neuen Juristischen Wochenschrift neben OBI, McDonald’s, Burger King und anderen einen der „bekannte[n] Namen aus der [Franchise-]‚Szene‘“.
Im Jahr 1989 zählte Cosy-Wasch mit 64 Anlagen in der BRD und West-Berlin „zu den national bedeutendsten und fortschrittlichsten Betreibern von Autowaschstraßen“, so wurden 1989 rund drei Millionen Autowäschen durchgeführt und ein Jahresumsatz von 30 Millionen DM erzielt. Im Jahr 1994 besaß Cosy-Wasch über 200 Betriebsstätten, darunter 119 Waschstraßen, wobei der Jahresumsatz 1993 bei rund 85 Millionen DM lag. Zur Firmengruppe gehörten zu dieser Zeit auch zwei „Gesellschaften für die Planung, den Bau, Ausrüstung und Service von Tankstellen mit und ohne Waschanlagen“. Im Jahr 1998 verfügte das Unternehmen über 116 Filialen, darunter 14 in Berlin. Seit der Gründung des Unternehmens waren zu der Zeit mehr als 100 Millionen Wagen gewaschen worden. Noch 2000 gehörte Cosy-Wasch mit 80 bundesweiten Filialen laut Die Welt neben Imo (292), Car Royal (29) und Mr. Wash (25) zu den „ganz großen Waschaggregate[n]“.
Bereits 1991 hatte das Unternehmen eine Expansion nach Österreich, Frankreich und in die Schweiz angestrebt. Mitte der 1990er-Jahre war Cosy-Wasch zudem mit acht Anlagen an Aral-Tankstellen in Österreich vertreten. Im Jahr 1996 schloss Aral mit dem „deutschen Waschanlagenmulti Cosy-Wasch als Exklusivpartner“ einen Lizenzvertrag ab mit dem Ziel, acht weitere Cosy-Wasch-Standorte in Österreich an Aral-Tankstellen einzurichten.
Ab 2001 konzentrierte man sich vor allem auf Berlin und zog sich aus den anderen Bundesländern zurück. Nachdem man 2005 sich aus dem Pachten von Anlagen zurückzog und die Anlagen auf Eigenbetrieb umstellte, wurden nach und nach die verbliebenen Filialen im Bundesgebiet an Mitbewerber abgegeben. So wurde z. B. die Anlage in Grevenbroich im Oktober 2016 nach dreimonatiger Sanierungszeit von dem Unternehmen Blitzwash wiedereröffnet. Im Jahr 2019 wurde der neueste Standort in Falkensee eröffnet, in Wildau schloss man den Standort hingegen am 26. Juli 2022. Im Jahr 2020 betrieb man 20 Standorte.
Cosy-Wasch führte verschiedene Innovationen im Bereich der professionellen Autowäsche ein, so wurde im Jahr 1976 die sogenannte Verschiebeplattform entwickelt. Zudem hält das Unternehmen ein Patent für die Vorwäsche mit Textilbelappung anstelle von Kunststoffbürsten und entwickelte die Heißwachsbehandlung von Autos. Standorte werden kontinuierlich modernisiert und ausgebaut, so nannte Der Tagesspiegel die Filiale an der Holzmarktstraße 2013 „die modernste Waschanlage Deutschlands“. Unter anderem setzt das Unternehmen seit 2020 ausschließlich auf Gebläsetrocknung, sodass sich die eingesetzten Gebläse nicht mehr anhand Kontur senken oder heben. Das Unternehmen, das 1980 für Umweltfreundlichkeit den Blauen Engel erhielt, verwendet biologisch abbaubare Reinigungsprodukte und bereitet 95 Prozent des verwendeten Waschwassers wieder auf. Seit Oktober 2009 sind die Berliner Standorte nach ISO 9001 und ISO 14001 durch den TÜV Nord zertifiziert.

### Sprint Tank

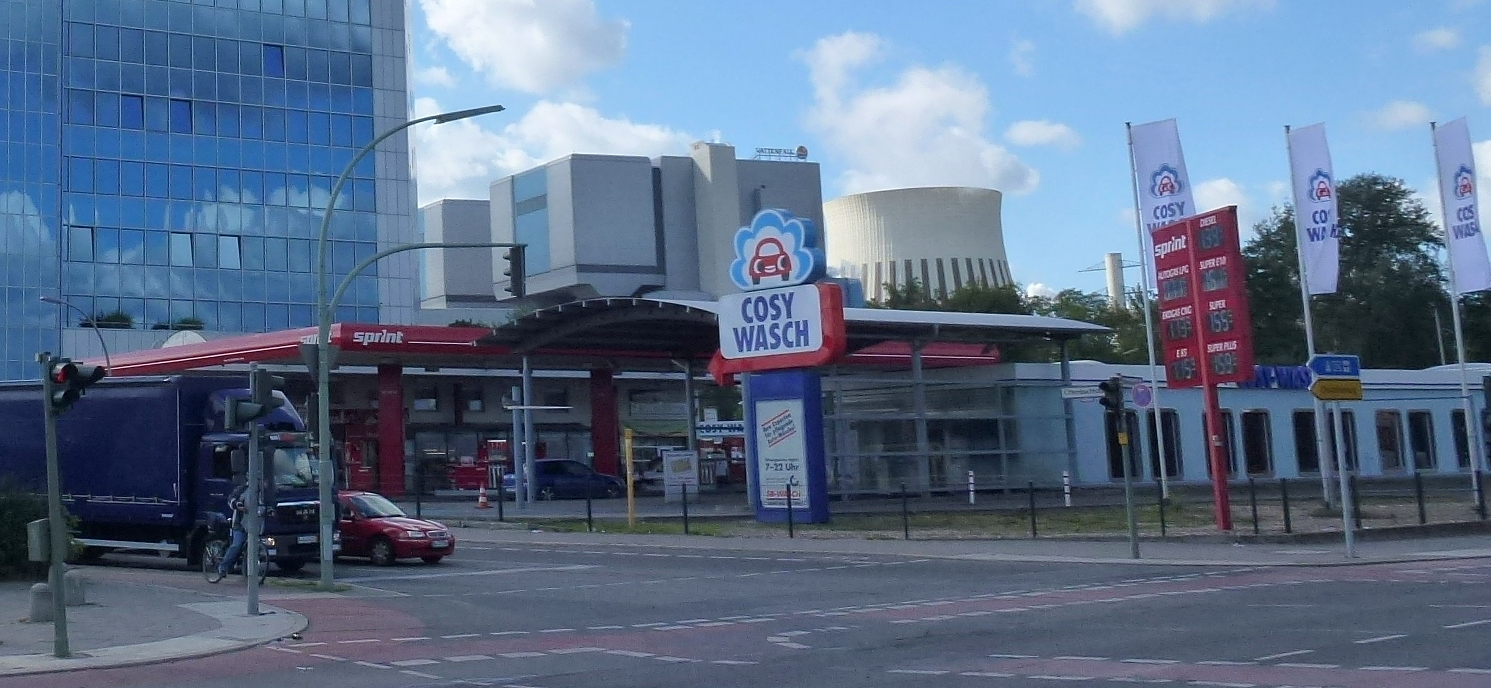
Cosy-Wasch-Waschstraße und Sprint-Tankstelle in Berlin-Siemensstadt

Unter dem Namen Sprint begann Cosy-Wasch 1973 Tankstellen zu betreiben. Im Jahr 1987 wurde das Geschäft in die Tochtergesellschaft Sprint Tank GmbH ausgegliedert. 2002 wurde der Großteil der Anteile an die BMV Mineralöl Versorgungsgesellschaft mbH verkauft, 2006 wurde BMV alleiniger Eigentümer der Sprint Tank GmbH. Noch heute befinden sich häufig Cosy-Wasch-Waschstraßen und Sprint-Tankstellen am selben Standort.

## Logo
Zu Beginn setzte man auf einen stilisierten Blitz, der die Aussage „blitzblank“ unterstreichen sollte. Seit der Umbenennung in Cosy-Wasch kommt das gleiche Logo zum Einsatz, wurde jedoch über die Jahre immer wieder modernisiert. Es zeigt ein von einer Wasser- und Schaumwolke umgebenes lächelndes Auto. Dieses weist Cartoon-artige Gesichtszüge auf.

## Sponsoring
Cosy-Wasch ist Sponsor von Alba Berlin, Berlin Recycling Volleys, Eisbären Berlin und Hertha BSC. Das Unternehmen flaggte im Rahmen des Sponsorings den Standort in Marzahn auf Eisbären Wasch um. Außerdem betrieb man unter dem Namen Hertha BSC Fan-Wasch auch eine Waschstraße zum namensgebenden Fußballverein, der Standort in Spandau wurde im Mai 2021 jedoch komplett aufgegeben.

## Rezeption

### In Kunst und Kultur
Fler und Bass Sultan Hengzt nehmen in ihrem Titel Butterfly geht auf auch auf Cosy-Wasch Bezug („Komm zur Cosy-Wasch, wir schlagen uns“). Auch in ihrem Titel Gangster vor dem Rap taucht Cosy-Wasch, diesmal in der Funktion als Waschstraße, auf („Wisch’ dein Blut von meinem Benzer in der Cosy-Wasch“).
Hans Scholz nahm bereits 1976 in seinem Buch Wanderungen und Fahrten in der Mark Brandenburg Bezug auf Cosy-Wasch („So, und nun können Sie reinen Herzens, guten Gewissens und festen Schritts in die eigentliche Paß- und Visa-Prozedur wie in eine Cosy-Wasch-Anlage steigen“).

### Auszeichnungen
Das Magazin Auto Bild und Statista prämierten sieben Anlagen in Berlin als eine von 250 „Beste Waschanlagen 2023“.